# Busch Stadium
Pour les articles homonymes, voir Busch.
Le Busch Stadium (officieusement appelé New Busch Stadium ou Busch Stadium III) est un stade de baseball situé sur le site de l'ancien Busch Memorial Stadium dans le centre de Saint-Louis, au Missouri.
Depuis le 10 avril 2006, c'est le domicile d'une équipe de baseball MLB évoluant dans la division Centrale de la Ligue nationale, les Cardinals de Saint-Louis. Sa capacité est de 45 494 places assises.

## Histoire
Un nouveau chapitre dans l'histoire des Cardinals s'est ouvert le 10 avril 2006 quand l'équipe a inauguré le Busch Stadium. Depuis plus de cinq décennies les supporters avaient assisté aux matchs dans différents Busch Stadiums, comme le Busch Memorial Stadium, pendant que les Cardinals ont déménagé dans de nouveaux stades. Tout au long des années 1990, l'équipe a commencé à proposer qu'un nouveau terrain remplace le vieux Busch Stadium II. Comme presque chaque équipe dans la MLB, les propriétaires de l'équipe ont voulu un nouveau stade  pour apporter des revenus additionnels avec des suites de luxe et des sièges de club. Bien que beaucoup de supporters aient été tristes de voir le vieux Busch Stadium II démoli en 2005, un nouveau chapitre dans l'histoire des Cardinals de Saint-Louis se produira au nouveau Busch Stadium avec beaucoup de nouveaux événements.
Pendant presque quatre années l'équipe a lutté pour obtenir l'aide financière de la ville afin de construire le Busch Stadium. En juin 2001, les Cardinals et l'État du Missouri ont signé un contrat pour bâtir un nouveau stade de baseball dans le centre de Saint-Louis, à côté de l'ancien. Le Busch Stadium est possédé par les Cardinals de Saint-Louis et a été financé par des fonds privés que l'équipe est requise de rembourser, des crédits bancaires, de l'argent des propriétaires de la franchise et d'un prêt à long terme à la ville. Son coût s'élèvera a $365 millions USD (les estimations était de $344,8 millions) dont $45 millions par le prêt à long terme de la ville, $90,1 millions par les Cardinals, et $200,5 millions à payer sur une période de 22 ans ($15,9 millions par an) par l'équipe. En août 2004, les Cardinals de Saint-Louis et Anheuser-Busch se sont mis d'accord sur un contrat de 20 ans pour le nom du stade. La construction a commencé en décembre 2003 et les cérémonies officielles se sont déroulées le 17 janvier 2004. La société d'architectes HOK Sport s'est occupée de la conception du projet.
Le stade s'est ouvert le 4 avril 2006, avec un match amical entre deux équipes des ligues mineures de baseball, les Memphis Redbirds et les Springfield Cardinals (ils sont affiliés aux Cardinals de Saint-Louis), les "Cards" gagnèrent 5-3. Le 10 avril 2006, les Cardinals de Saint-Louis ont fait leurs débuts au Busch Stadium en battant les Brewers de Milwaukee 6-4. La façade du stade se compose de brique et d'acier, avec des ouvertures arquées aux entrées principales, et les voûtes rappellent des entrepôts voisins. Pour la première moitié de la saison, une petite section de l'édifice dans l'aile nord n'était pas complète. La construction de cette section ne pouvait pas commencer jusqu'à ce que le vieux Busch Stadium II ait été démoli.
Pendant que les spectateurs errent dans les grandes salles d'attente et prennent leur siège pour observer le match, ils ont une meilleures vues que dans n'importe quel stade de baseball. Au-delà du terrain, on peut voir à l'horizon le centre des affaires de la ville et le fameux Jefferson National Expansion Memorial. Le stade a beaucoup de zones de divertissement comprenant le Casino Queen Party Porch, le Coca-Cola Scoreboard Patio, et Ford Plaza.
Les Cardinals projettent construire le St. Louis Ballpark Village qui coûtera environ $650 millions USD et s'ouvrira en 2011. Ce secteur va contenir le Cardinals Hall of Fame, un aquarium, des restaurants, des magasins, des bureaux, 400 unités résidentielles, et 1 900 aires de stationnement. L'équipe est devenue la première, depuis les Yankees de New York en 1923, à ouvrir un nouveau stade et gagner les World Series.
Le 19 juillet 2006, un orage s'est associé à un derecho a provoqué des vents très forts dans la ville de Saint-Louis et le stade fut assez endommagé.
Le Busch Stadium a été choisi pour accueillir le MLB All-Star Game en 2009.

## Construction
La construction du stade s'est faite en 3 phases :
- En premier, la construction de l'aile sud.
- En second, la démolition de l'ancien Busch Memorial Stadium, qui a commencé le 7 novembre 2005 et s'est terminée le 8 décembre.
- En troisième, construction de l'aile nord du stade.

Le field level (16 880 sièges), terrace level (9 150), et les gradins (3 661) ont été terminés pour le jour d'ouverture, avec une capacité totale ce jour de 37 962 places, ne comprenant pas les 2 751 places debout. La construction de la totalité des sièges a été complétée en mai augmentant la capacité pour le match du 29 mai 2006 contre les Astros de Houston avec des touches de finition effectuées tout au long de l'année. Incluant chacun des 2 886 billets standing-room-only pour le grand public, les suites et les party rooms, la capacité totale du stade est 46 861 places. La pelouse naturelle a été installée en mars 2006.

## Événements
- World Series, 24, 26 et 27 octobre 2006
- Match des étoiles de la Ligue majeure de baseball 2009, 14 juillet 2009

## Dimensions
- Left Field — 336 pieds / 102,5 mètres
- Left Center Field — 375 " / 114 m
- Center Field — 400 " / 122 m
- Right Center Field — 375 " / 114 m
- Right Field — 335 " / 102 m

## Galerie

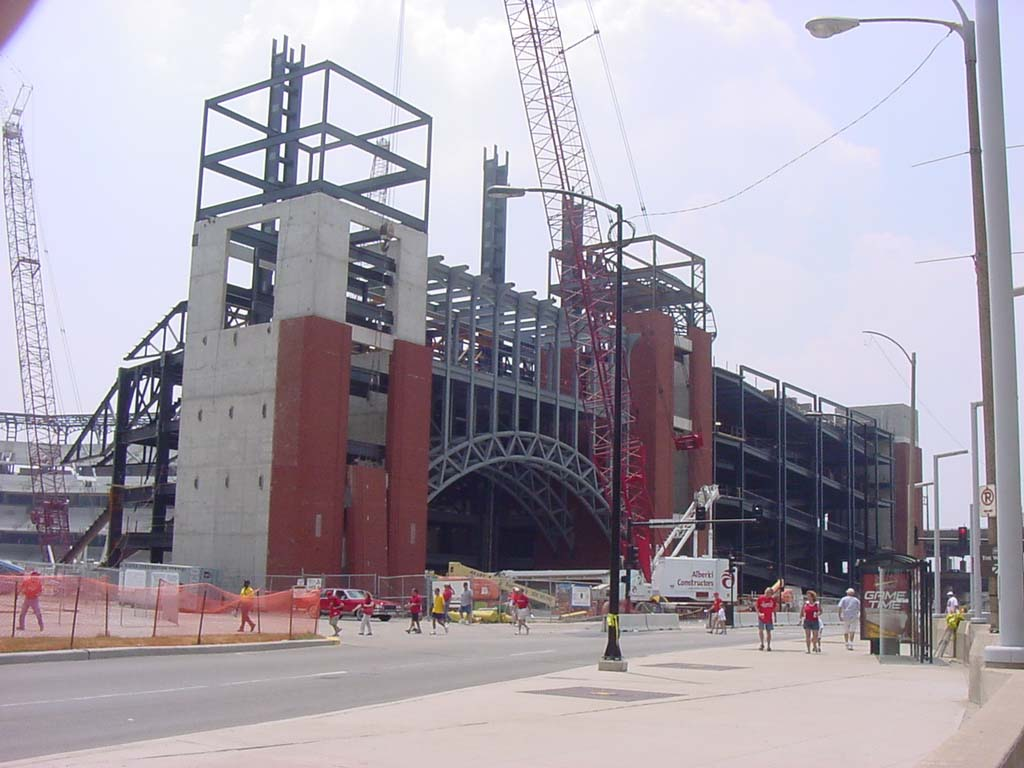
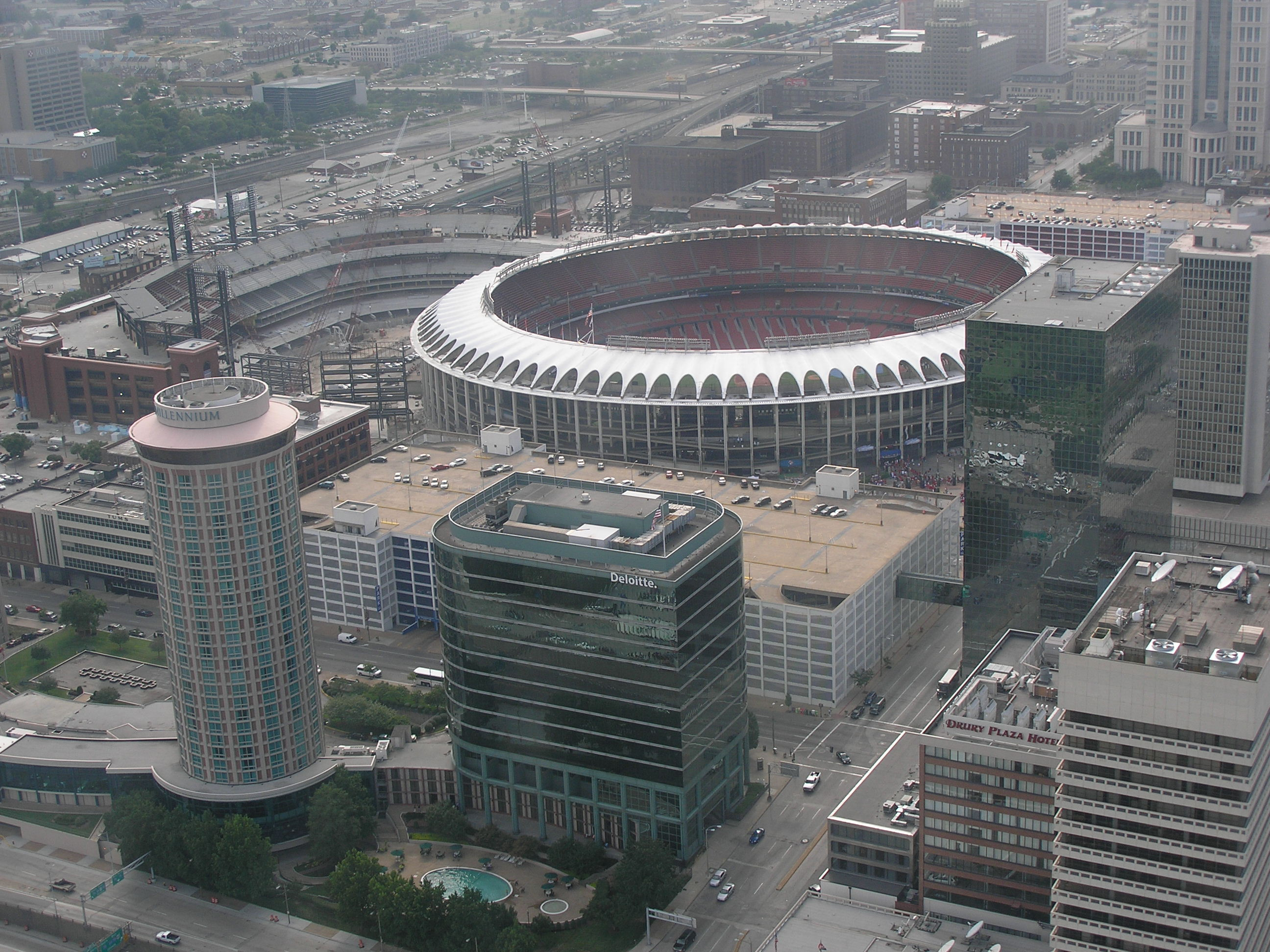
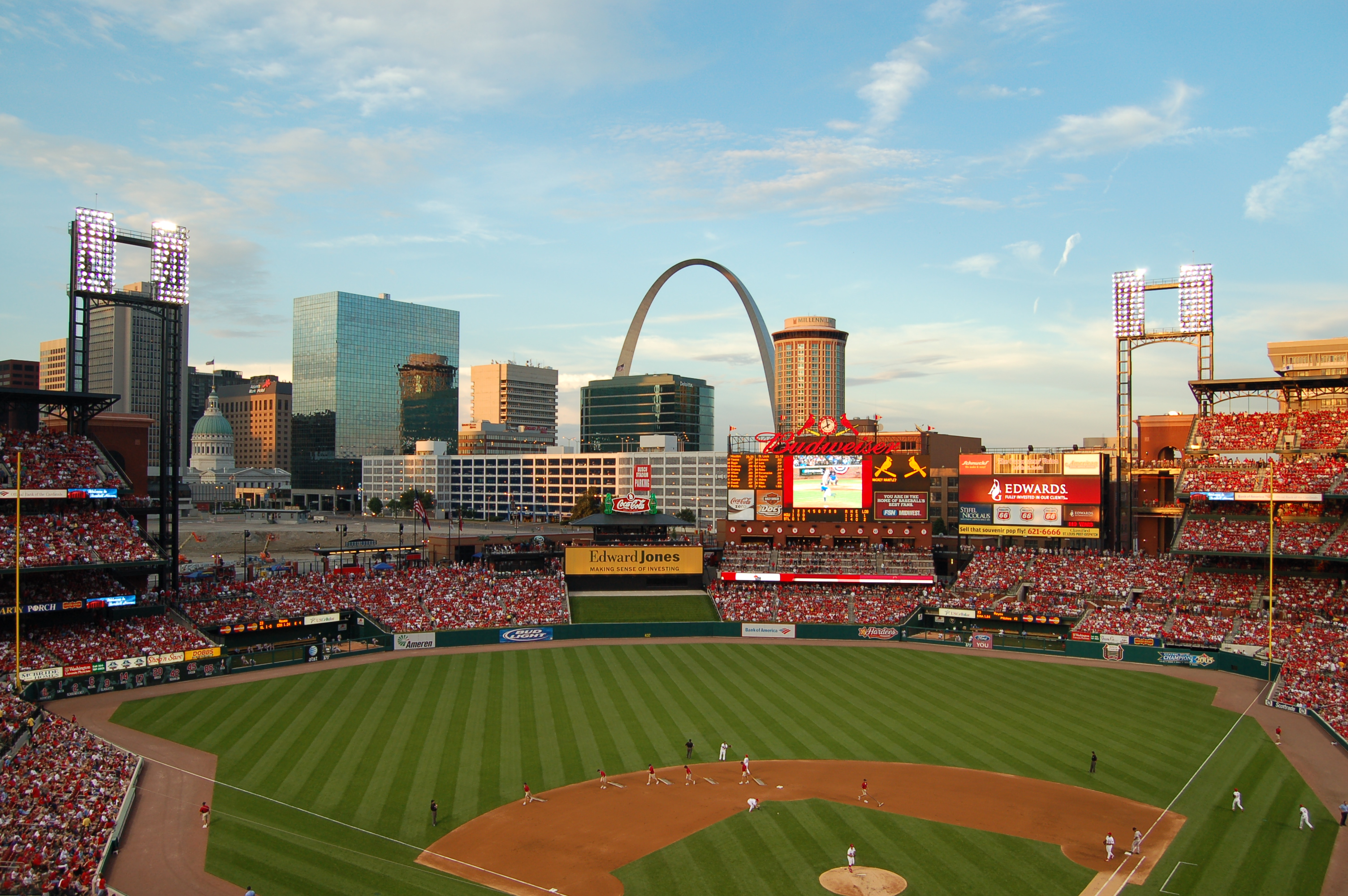
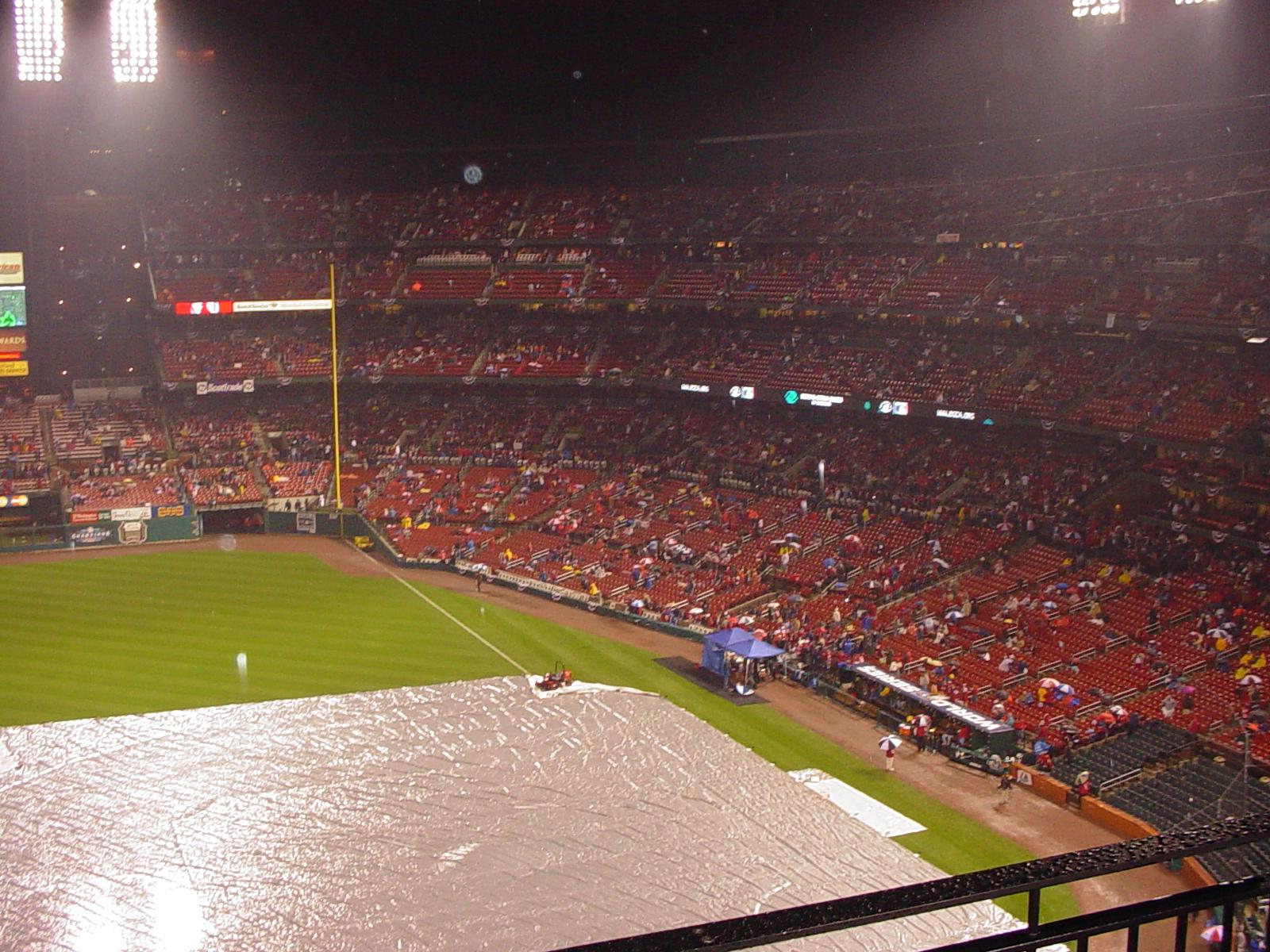